# Bégot & Mazurié
La plus grande partie du contenu de cet article est traduit de ces articles de Wikipédia en allemand : de: Bégot & Mazurié et de: Bégot & Cail ; voir leurs historiques pour l'attribution.
Bégot & Mazurié était un constructeur automobile français implanté à Reims en 1899.

## Histoire de l'entreprise
Les ingénieurs Bégot et Mazurié fondent l'entreprise de production automobile à Reims en 1899.
La marque était Bégot & Mazurié.
En 1900, la société sera transformée en Bégot & Cail.

## Véhicules
Le seul modèle produit par Bégot et Mazurié était la « BEGOT & MAZURIE 5 HP ».
Il s’agit d’une voiturette à 2 places. Elle disposait d'un moteur de 4 CV, monocylindre d'un alésage de 100 mm et d'une course de 95 mm, soit une cylindrée de 746 cm³. Le moteur était installé à l'avant du véhicule et entraînait les roues arrière via une chaîne.
Un véhicule de cette marque participe occasionnellement à la Course de voitures anciennes Londres-Brighton.
Après le changement de marque pour devenir BEGOT & CAIL, la construction de deux nouveaux modèles démarrent en 1902 :
- Un premier modèle équipé d'un 5 CV Monocylindre de 750 cm3, De DION-BOUTON,
- Un deuxième modèle équipé d’un 7 CV avec 2 Moteurs en V[1].

Les carrosseries étaient de type "tonneau".

## Galerie

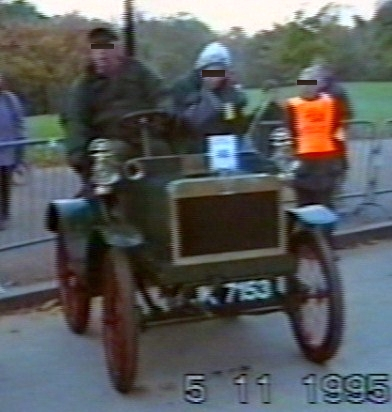
Bégot & Mazurie 1899.
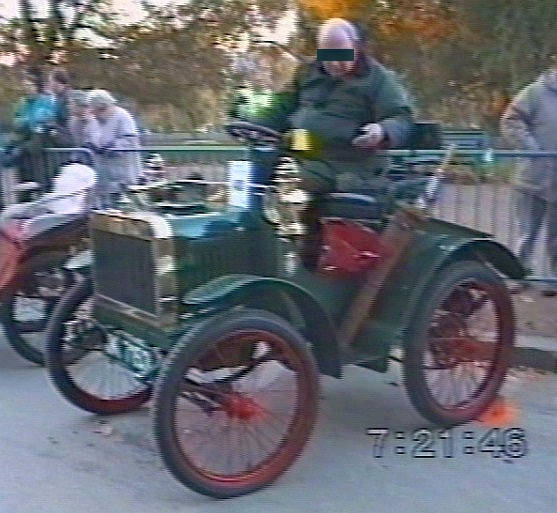
Photo de la course de voitures anciennes Londres-Brighton en 2009.